# Allium mozaffarianii
Allium mozaffarianii är en amaryllisväxtart som beskrevs av Maroofi och Reinhard M. Fritsch. Allium mozaffarianii ingår i släktet lökar, och familjen amaryllisväxter. Inga underarter finns listade i Catalogue of Life.